# Cordwainer Smith
Cordwainer Smith, pseudonimo di Paul Myron Anthony Linebarger (Milwaukee, 11 luglio 1913 – Baltimora, 6 agosto 1966), è stato uno scrittore di fantascienza statunitense.
Noto studioso dell'Oriente ed esperto di guerra psicologica, Linebarger impiegò anche gli pseudonimi "Carmichael Smith" (per il suo thriller politico Atomsk), "Anthony Bearden" (per le sue poesie) e "Felix C. Forrest" (per i romanzi Ria e Carola).

## Biografia
Linebarger nacque a Milwaukee, nel Wisconsin. Suo padre era Paul M. W. Linebarger, avvocato e attivista politico strettamente legato ai leader della Rivoluzione Xinhai del 1911. Il risultato di questi legami fu che Linebarger ebbe come padrino Sun Yat-sen, che combatté i signori della guerra cinesi e fu il padre del nazionalismo cinese. Da bambino Linebarger perse la vista dall'occhio destro e la vista dell'altro fu menomata da un'infezione. La famiglia si trasferì in Francia e poi in Germania, e il risultato fu che da adulto Linebarger padroneggiava sei lingue. Nel 1936, a 23 anni, conseguì il Ph.D. in scienze politiche presso la Johns Hopkins University.

### Carriera
Dal 1937 al 1946 insegnò alla Duke University, dove iniziò a pubblicare opere assai apprezzate sulla situazione politica in Estremo Oriente. Pur mantenendo l'incarico alla Duke dopo lo scoppio della seconda guerra mondiale, Linebarger divenne tenente dell'Esercito degli Stati Uniti e fu coinvolto nella creazione dell'United States Office of War Information e dell'Operation Planning and Intelligence Board. Collaborò anche all'organizzazione della prima sezione di guerra psicologica dell'esercito americano. Nel 1943 fu inviato in Cina per coordinare le operazioni di spionaggio militare. Quando in seguito sviluppò il suo interesse per la Cina, Linebarger divenne amico personale di Chiang Kai-shek. Al termine della guerra era salito al grado di maggiore.
Nel 1947 Linebarger passò alla Paul H. Nitze School of Advanced International Studies della Johns Hopkins University a Washington, con l'incarico di professore di studi asiatici. Mise a frutto le proprie esperienze di guerra nel saggio Psychological Warfare (1948), oggi considerato un classico da molti esperti. Linebarger salì al grado di colonnello della Riserva. Fu richiamato come consulente per le forze armate britanniche durante la guerriglia in Malaysia (Malayan Emergency) tra il 1948 e il 1960, e per la Sesta armata americana nella Guerra di Corea. Si definiva un "visitatore di piccole guerre" ma evitò di essere coinvolto nella Guerra del Vietnam; ciò non gli impedì di lavorare per la Central Intelligence Agency. Viaggiò molto e divenne membro della Foreign Policy Association, e nei primi anni sessanta diventò consulente dell'allora presidente statunitense John Fitzgerald Kennedy.

### Matrimonio e famiglia
Nel 1936 Linebarger sposò Margaret Snow. Ebbero figlie nel 1942 e nel 1947. Divorziarono nel 1949. Nel 1950 Linebarger sposò Genevieve Collins; ebbero diversi figli, e il matrimonio durò fino alla morte di Linebarger. Linebarger aveva espresso il desiderio di ritirarsi in Australia, che aveva visitato in uno dei suoi tanti viaggi, ma morì d'infarto a Baltimora nel Maryland, a 53 anni. In quanto colonnello, Linebarger è sepolto nell'Arlington National Cemetery, sezione 35, tomba numero 4712. La seconda moglie Genevieve fu sepolta con lui il 16 novembre 1981.

### La carriera di scrittore
Anche se Smith iniziò a scrivere narrativa assai presto (il suo primo racconto, War No. 81-Q fu pubblicato dal giornale della sua high school, The Adjutant, nel 1928, quando aveva 15 anni), e nonostante avesse cominciato l'attività di scrittore adulto con tre romanzi non di fantascienza (Ria e Carola, pubblicati sotto lo pseudonimo di Felix C. Forrest, e Atomsk: A Novel of Suspense), ad averlo reso famoso sono i racconti di fantascienza e il suo unico romanzo, Norstrilia.
Il primo racconto pubblicato fu I controllori vivono invano (1950), che uscì su una rivista di secondaria importanza, Fantasy Book, dopo che per cinque anni Smith aveva inviato invano (appunto) il manoscritto alle riviste più famose ricevendo solo rifiuti (anche se pieni di incoraggiamenti, come quello di John W. Campbell). La fantascienza di Smith era talmente innovativa da spiazzare i redattori: non si accettava che venisse introdotta un'intera società di grande complessità senza che venisse spiegato niente, dando per scontati molti elementi, come se i lettori dovessero già conoscerli.
I racconti che Smith pubblicò dal 1950 fino alla morte appartengono al vasto disegno di storia futura della Strumentalità dell'Uomo, un'organizzazione interplanetaria (governo oligarchico di una casta di immortali, impegnati a mantenere la centralità dell'uomo, ed evitare che siano le macchine ad avere il sopravvento). Altri punti caratteristici di C. Smith sono il pianeta Norstrilia (colonizzato da australiani e immensamente ricco perché l'unico a produrre lo stroon, sostanza pecorile che dà l'immortalità), e gli Underpeople (animali geneticamente modificati con un'intelligenza pari a quella umana, ma legalmente discriminati). I controllori (Scanner) del primo racconto di Smith sono gli unici in grado di pilotare le navi interstellari ma devono essere chirurgicamente menomati per poter svolgere il compito.
Nell'affresco di Smith molti aspetti restano oscuri o appena accennati, eppure l'effetto d'insieme è potente, grazie all'adozione di elementi stilistici tratti dalla letteratura e dalla cultura cinese che l'autore conosceva bene. Nella ricerca ingenua, elementare e verbosa della "meraviglia", che riesce epidermica, insistita e perciò piuttosto noiosa, ha tuttavia influenzato diversi scrittori di fantascienza, da Ursula K. Le Guin a Frank Herbert, da Samuel R. Delany a Jonathan Lethem.

## Opere
(elenco non esaustivo)

### Romanzi
- Ria (1947, con lo pseudonimo Felix C. Forrest)
- Carola (1948, con lo pseudonimo Felix C. Forrest)
- Atomsk: a Novel of Suspense (1949)
- You Will Never Be The Same (1963)
- L'uomo che comprò la Terra (The Planet Buyer, 1964, prima parte di Norstrilia)
- Nostra Signora degli Alieni (The Dead Lady of Clown Town, 1964), romanzo breve
- Space Lords (1965)
- Il pianeta delle tempeste (On the Storm Planet, 1965), romanzo breve
- Quest of The Three Worlds (1966)
- L'uomo che regalò la Terra (The Underpeople, 1968, seconda parte di Norstrilia)
- Under Old Earth and Other Explorations (1970)
- Stardreamer (1971)
- Norstrilia (1975, prima pubblicazione integrale)
- The Best of Cordwainer Smith (1975)
- The Instrumentality of Mankind (1979)
- The Rediscovery of Man (1993)
- Norstrilia (1994, edizione corretta con variazioni ai testi)

### Saggi
- 1937, The Political Doctrines of Sun-Yat-Sen: An Exposition of the San Min Chu I, Baltimore: The Johns Hopkins Press
- 1938, Government in Republican China, London: McGraw-Hill, ISBN 0-88355-081-4
- 1941, The China of Chiang K'ai-shek: A Political Study, Boston: World Peace Foundation, ISBN 0-8371-6779-5
- 1948, Psychological Warfare, Washington: Infantry Journal Press; revised second edition, 1954, New York: Duell, Sloan and Pearce
- 1951, Foreign milieux (HBM 200/1), Dept. of Defense, Research and Development Board
- 1951, Immediate improvement of theater-level psychological warfare in the Far East, Operations Research Office, Johns Hopkins University
- 1954, Far Eastern Government and Politics: China and Japan (with Djang Chu and Ardath W. Burks), Van Nostrand
- 1956, "Draft statement of a ten-year China and Indochina policy, 1956-1966", Foreign Policy Research Institute, University of Pennsylvania
- 1965, Essays on military psychological operations, Special Operations Research Office, American University